# HD40678
HD40678 — хімічно пекулярна зоря спектрального класу
A0 й має видиму зоряну величину в смузі V приблизно  7,4.

## Пекулярний хімічний вміст
Зоряна атмосфера HD40678 має підвищений вміст 
Si
.